# 李仙根 (孫文秘書)
李仙根（1893年—1943年），名蟠，廣東省香山縣石岐人，畢業於日本陸軍預備學校，追隨孫文。抗戰期間曾任國民參政員，制憲國民大會代表，後病逝重慶。